# Herb Nairobi
Herb Nairobi – przedstawia dwa ptaki trzymające żółto-zieloną tarczę z stojącymi na niej dwoma lwami.
Na herbie umieszczone jest motto: Ushauri Kwa Uaminifu.